# Пантеон (Рим)
Пантео́н (дав.-гр. πάνθειον — храм або місце, присвячене всім богам, від дав.-гр. πάντες — все і θεος — бог) — «храм всіх богів». Будівля в Римі, на майдані П'яцца-делла-Ротонда (італ. Piazza della Rotonda). Відбудована після пожежі за правління імператора Адріана близько 126 року на місці храму того ж найменування, збудованого Марком Віпсанієм Агріппою в I столітті за правління Авґуста.
Латинський напис на фронтоні «M·AGRIPPA·L·F·COS·TERTIVM·FECIT» повністю читається як «M[arcus] Agrippa L[ucii] f[ilius] co[n] s[ul] tertium fecit». В перекладі це означає «Марк Агріппа, син Луція, обраний консулом втретє, спорудив це»
Римський Пантеон відрізняється класичною ясністю і цілісністю композиції внутрішнього простору, величністю художнього образу. Цілком ймовірно, що в будівництві храму брав участь Аполлодор Дамаський.
Храм збудовано з бетону (зокрема й купол) та облицьовано цеглою, що виконує лише декоративну функцію. Глуха, циліндрична ротонда Пантеону, перекрита напівсферичним куполом (діаметр понад 43 м), є великим інженерним досягненням античності. Площу ротонди збільшують вісім велетенських ніш.
У Середньовіччі Пантеон частково перероблено. У VII столітті Пантеон було освячено як церкву Святої Марії та всіх мучеників. Тепер римський Пантеон є національним мавзолеєм, місцем поховання видатних людей — зокрема, тут поховані Рафаель та королі Віктор Еммануїл II й Умберто I.

## Етимологія
Назва «Пантеон» походить від давньогрецького «Pantheion» (дав.-гр. Πάνθειον), що означає «той, що стосується або є спільним для всіх богів». Діон Кассій, римський сенатор, який писав грецькою мовою, припускав, що назва походить або від статуй багатьох богів, розміщених навколо цієї споруди, або від схожості купола на небі. Його невизначеність говорить про те, що «Пантеон» (або Пантеум) був просто словом, яким люди називали цю будівлю, а не її формальною назвою. Насправді концепція пантеону, присвяченого всім богам, викликає сумніви. Пантеон, будівництво якого датується раніше, був пантеон в Антіохії в Сирії, згадки про нього сягають VI століття.
Британські дослідники Паул Годфрі та Девід Гемсолл зазначають, що античні автори ніколи не посилаються на Пантеон Адріана зі словом «aedes», (з латинської — храм), як це роблять з іншими храмами, а на вирізьбленому на архітраві написі, використано просто слова «Pantheum», а не «Aedes Panthei» (храм усіх богів). Лівій писав, що постановлялось, що храмові споруди повинні бути присвячені лише окремим божествам, щоб було зрозуміло, хто образиться, якщо, наприклад, будівлю вдарили блискавки, і таким чином приносити жертву конкретному божеству. Годфрі та Гемсолл стверджують, що слово «Пантеон» не повинно позначати певну групу богів або навіть усіх богів, оскільки воно цілком могло б мати інші значення. Слово «Pantheus» чи «Pantheos» може бути застосовне на позначення окремих божеств. Грецьке «θεῖοςє» (theios) не завжди може означати «бога», воно може мати значення «надлюдський» або навіть «відмінний».
З часу Французької революції, коли церква Сент-Женев'єва в Парижі була перетворена на світський пам'ятник під назвою Паризький Пантеон, загальний термін пантеон іноді застосовувався і до інших будівель, у яких вшановують чи ховають почесних людей.

## Історія

### Давні часи
Після битви при Акції (31 р. до н. е.) Марк Агріппа розпочав вражаючу будівельну програму: пантеон був частиною комплексу, створеного ним у власному маєтку в Кампусі Марція в 29–19 роках до нашої ери, який включав три будівлі, вирівняні з півдня на північ: Терми Агріппи, Базиліку Нептуна та Пантеон.
Здавна вважалося, що нинішній будинок був побудований Агріппою з пізнішими переробками, і це було частково через напис на латині на передній частині храму: M · AGRIPPA · L · F · COS · TERTIVM · FECIT або повністю: «Marcus Agrippa Lucii filius consul tertium fecit», що означає «Маркус Агріппа, син Луція, зробив цю будівлю на посаді консула втретє» Однак археологічні розкопки показали, що Пантеон Агріппи був повністю знищений, окрім фасаду. Ліз Гетланд стверджує, що теперішнє будівництво розпочалося в 114 році під Траяном, через чотири роки після того, як воно було знищено вогнем вдруге. Спираючись на низку доказів, стає очевидно, що архітектором був Аполодор Дамаський з Траяна.
У результаті розкопок наприкінці XIX століття археолог Родольфо Ланчані зробив висновок, що Пантеон Агріппи був спроєктований так, що він стикався з півднем, на відміну від сучасного плану, що виходить на північ, і що він має скорочений Т-подібний план. Цей опис був широко прийнятий до кінця XX століття. Новіші археологічні розкопки припускають, що будівля Агріппи могла мати круглу форму з трикутним ґанком.
Єдині уривки, з яких дізнаємося про прикраси пантеону Агріппана, описані очевидцем, — це «Природнича історія» Плінія Старшого. З неї ми знаємо, що стовпи, які М. Агриппа розмістив у Пантеоні, виготовлені із сиракузької бронзи, також те, що Пантеон Агріппа був прикрашений Діогеном Афінським і Каріатидою. Колони цього храму, розглядаються як шедеври досконалості разом зі статуями, що розміщені на даху.
Пантеон Августана був знищений разом з іншими будівлями у величезній пожежі у 80 році. Доміціан відновив Пантеон, який знову був спалений у 110 році.
Агріппа закінчив будівництво будівлі під назвою Пантеон. Таке ім'я воно має, можливо, тому, що серед зображень, які прикрашали його статуї, було багато богів, включаючи Марса і Венеру.

### Середньовіччя
У 609 році візантійський імператор Фока подарував будівлю папі Боніфацію IV, який перетворив її на християнську церкву та 13 травня 609 року освятив її та назвав на честь св. Марії та мучеників. Ще один папа Боніфацій попросив того ж імператора наказати, щоб у старому храмі, названому Пантеоном, після знищення язичницької погані зробити церкви для святої Діви Марії та всіх мучеників, щоб відзначати поминання святих відтепер там, де колись поклонялися не богам, а демонам.
Освячення будівлі як церкви врятувало її від занепаду, руйнування, які спіткали більшість будівель Стародавнього Риму протягом ранньосередньовічного періоду. Однак Диякон Павло фіксує спогад будівлі імператором Константином II, який відвідав Рим у липні 663 року: «Залишившись у Римі дванадцять днів, він зняв усе, що в античні часи було виготовлено з металу для прикраси міста, настільки, що він навіть збив дах церкви блаженної Марії, який свого часу називався Пантеон і був заснований на честь усіх богів і тепер за згодою колишніх правителів був місцем усіх мучеників; він забрав звідти бронзові кахлі і послав їх з усіма іншими прикрасами до Константинополя».
Протягом століть було вилучено багато тонкого зовнішнього мармуру — який зараз знаходиться в Британському музеї. Іншою втратою були зовнішні скульптури, які прикрашали фронтон над написом Агріппи. Мармуровий інтер'єр значною мірою зберігся, хоча і з великою реставрацією.

### Ренесанс
З епохи Відродження Пантеон був місцем кількох важливих поховань. Серед похованих є художники Рафаель та Аннібале Карраччі, композитор Аркангело Кореллі та архітектор Бальдазаре Перуцці. Архітектор Філіппо Брунеллескі використовував Пантеон як натхнення для своїх робіт.
Папа Урбан VIII (1623—1644) наказав розплавити бронзову стелю Пантеону. Більша частина бронзи була використана для виготовлення бомбардувальних споруд для укріплення Замку Сант-Анджело, а решта використовувалась Апостольською палатою для різних інших робіт.
У 1747 році широкий фриз під куполом був відновлений, але мало нагадував оригінал.

### Сьогодення
Пантеон використовує католицька церква. У неділю та святі дні тут проводяться меси.

## Будівлі, створені на зразок Пантеону
Як найкраще збережений зразок давньоримської монументальної споруди, Пантеон має величезний вплив у західній архітектурі.
Серед найбільш помітних версій — церква Санта-Марія Ассунта (1664) в Аріції Джана Лоренцо Берніні, Будинок острова Бель (1774) в Англії та бібліотека Томаса Джефферсона в Університеті Вірджинія, Ротонда (1817—1826). До інших належать Ротонда Моста на Мальті (1833).
Портико-купольна форма Пантеону можна знайти на багатьох будівлях XIX—XX століть; численних урядових та громадських будівлях, міських залах, будівлях університетів та публічних бібліотек.

## Галерея

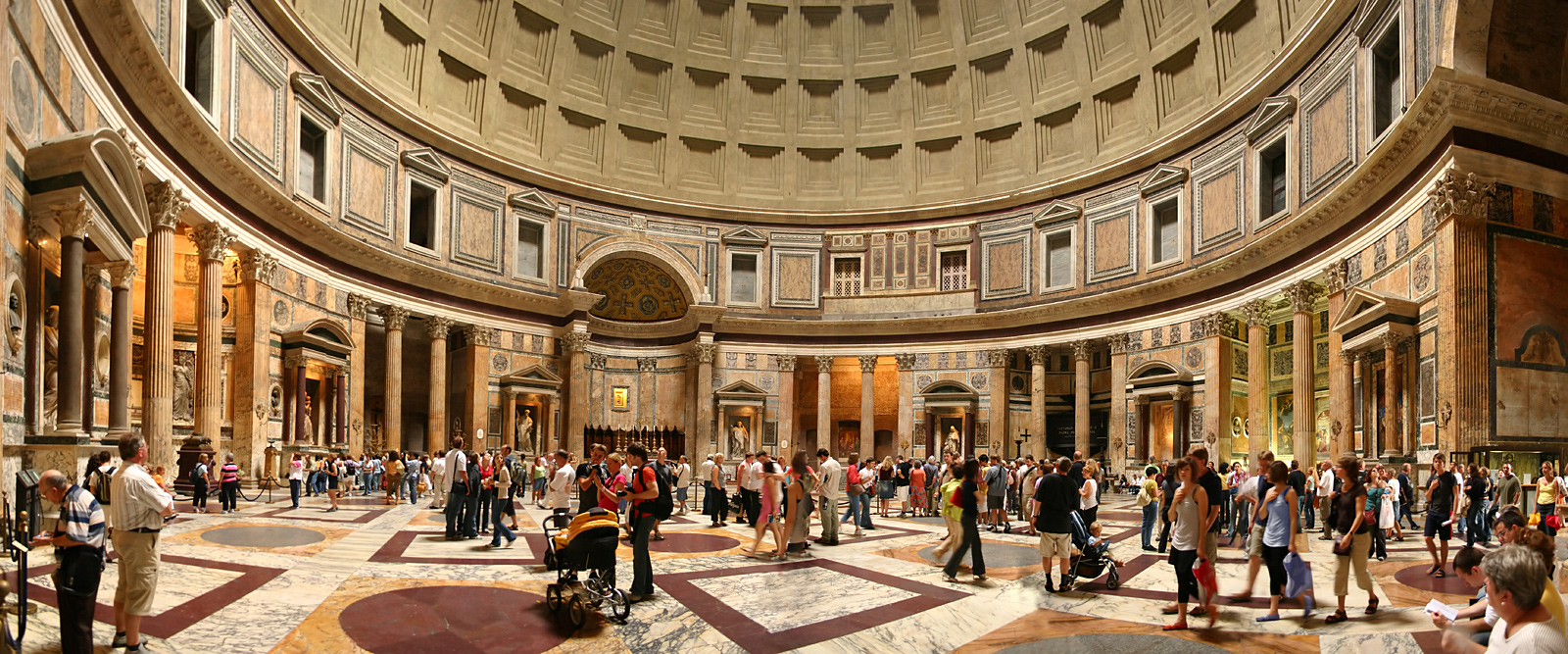

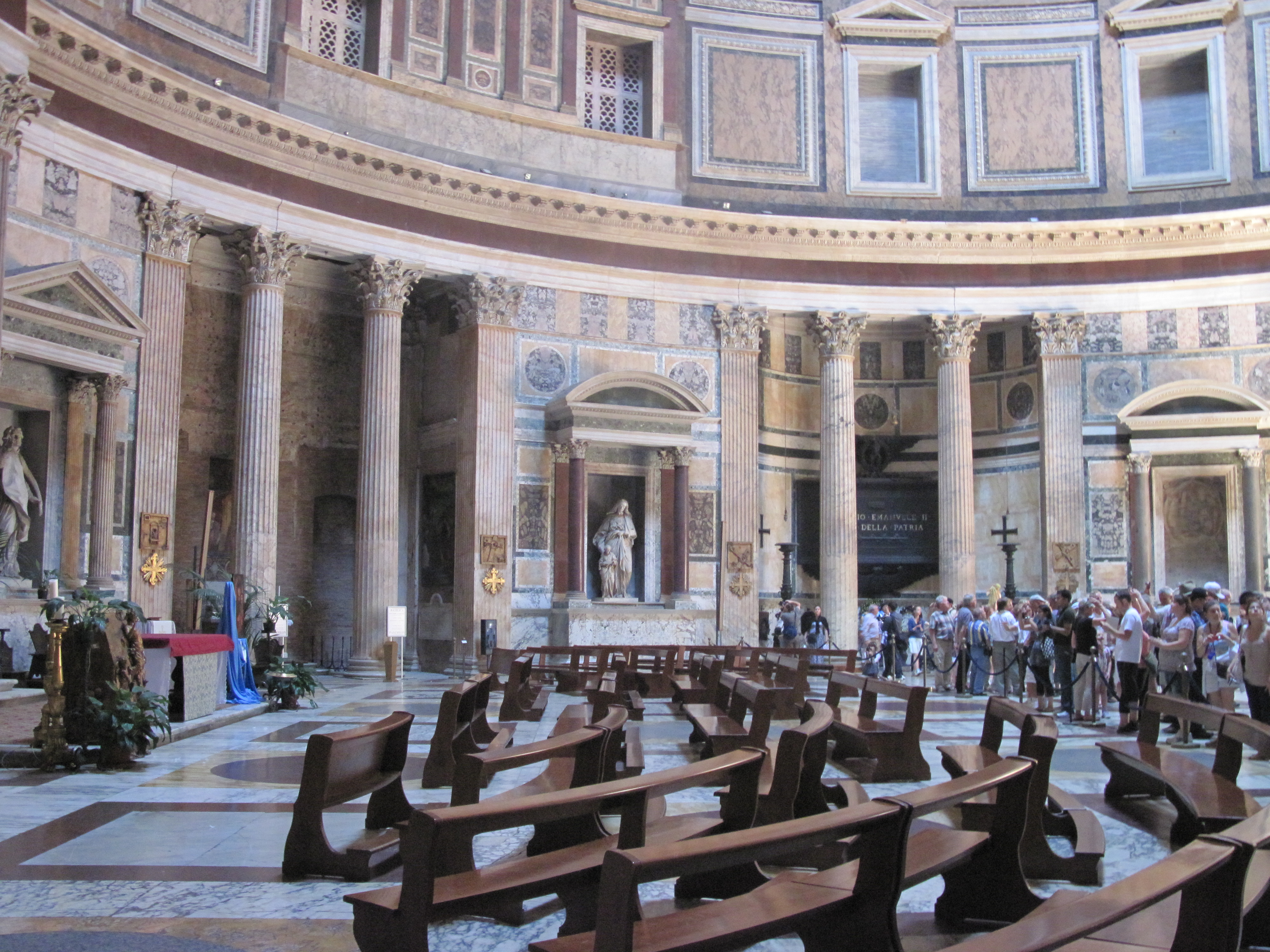
Внутрішнє оздоблення Пантеону
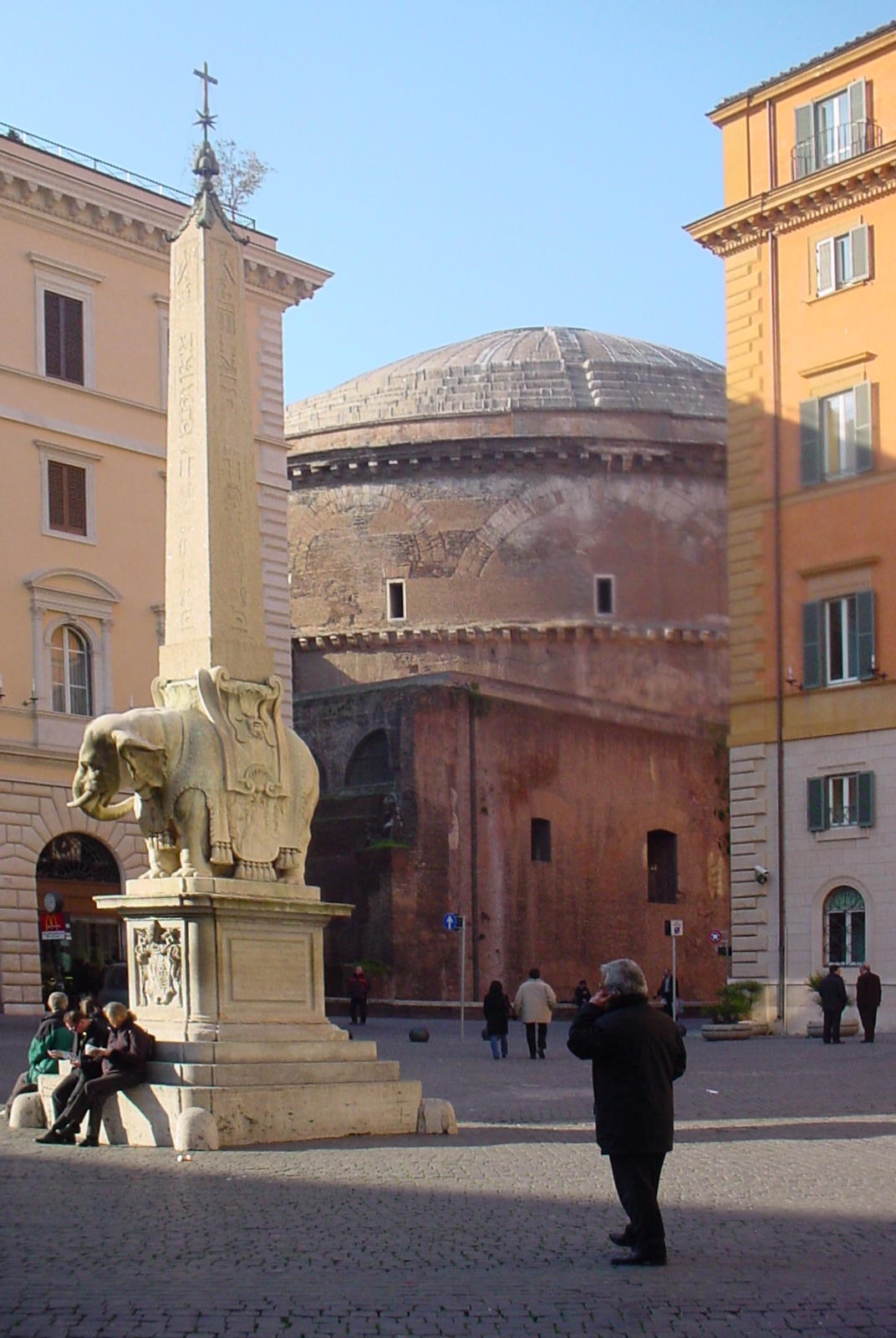
Вид з південного сходу, з П'яцца Мінерва, 2006.
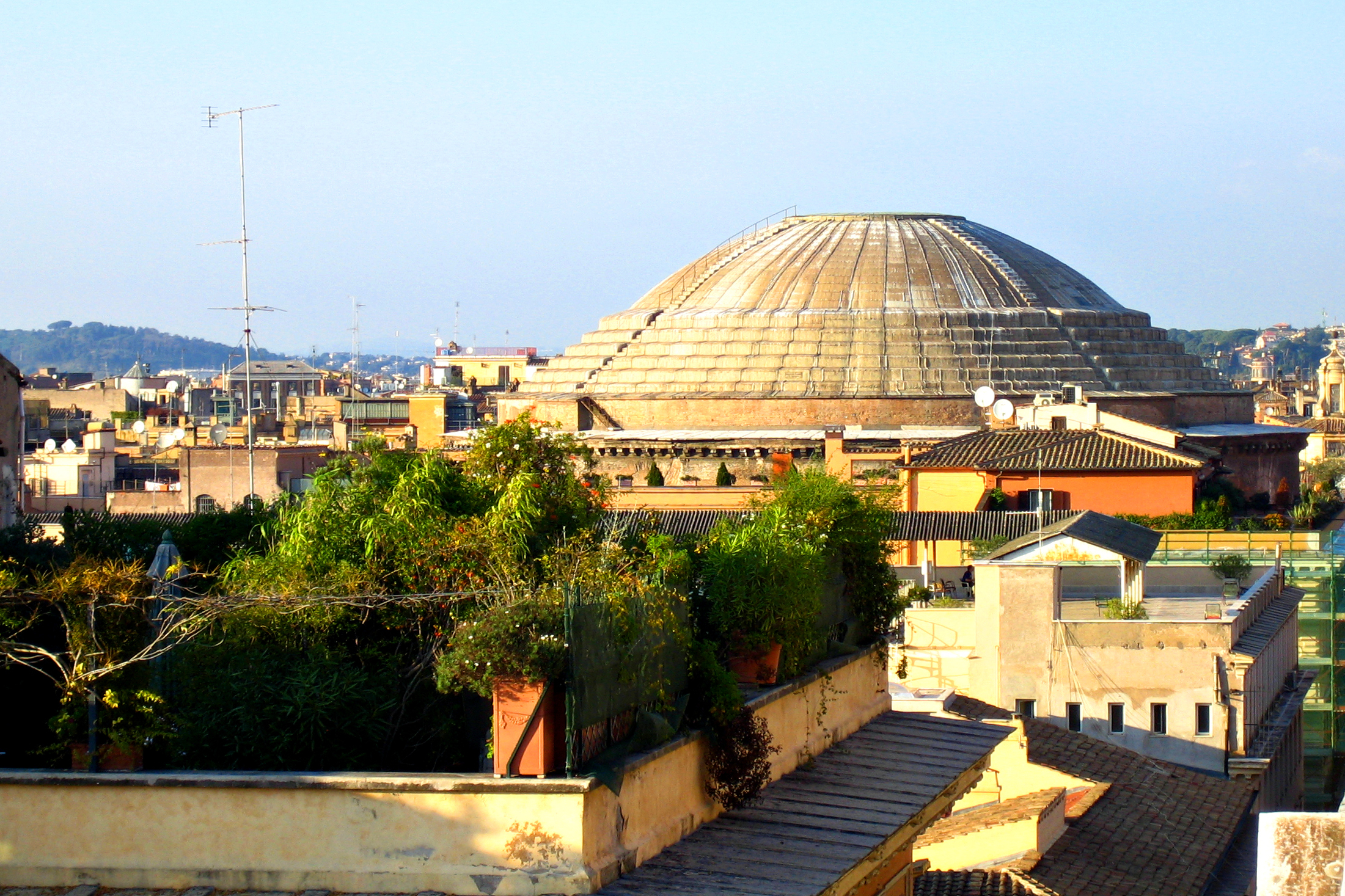
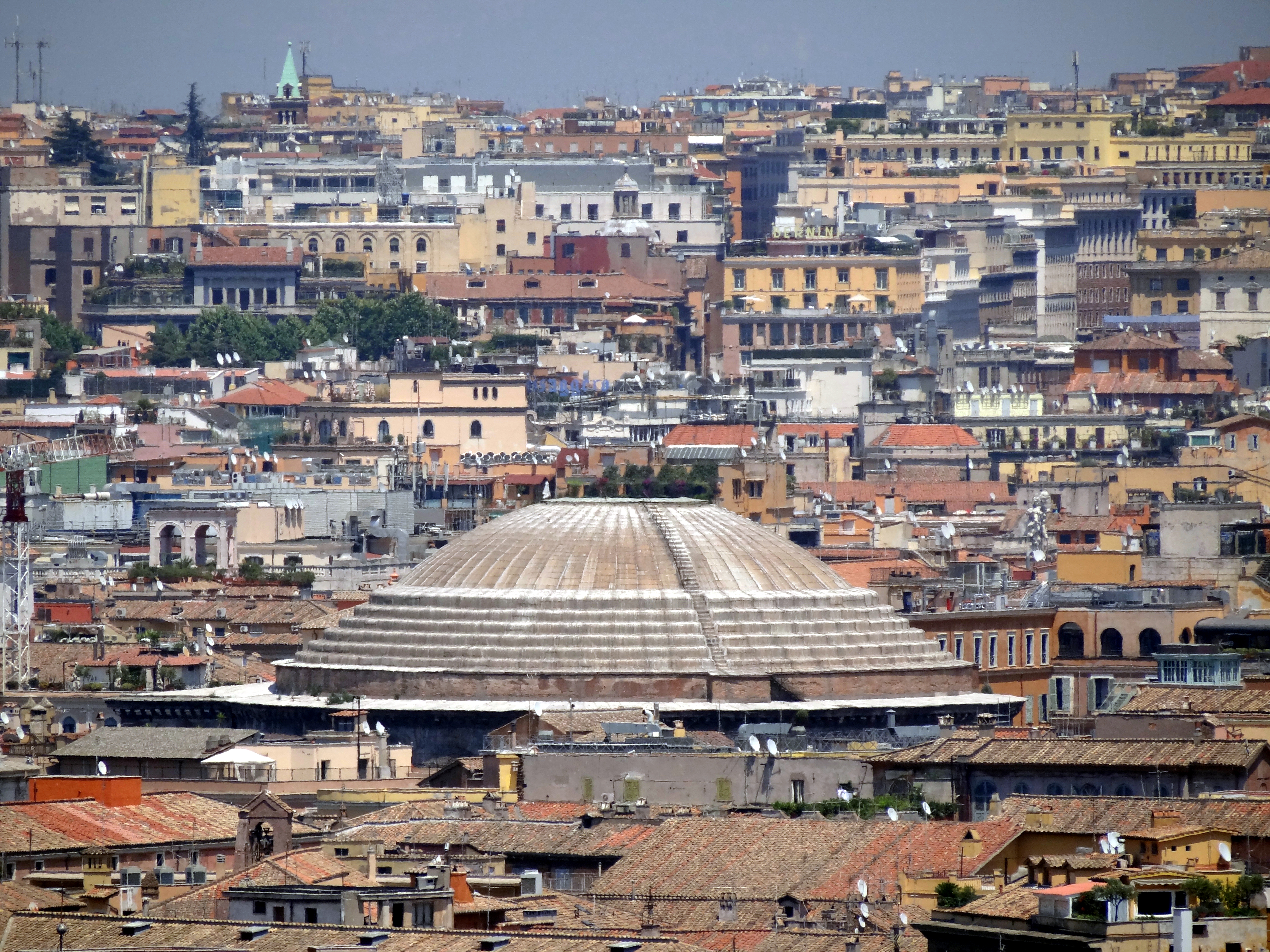
Вид купола з Янікулу
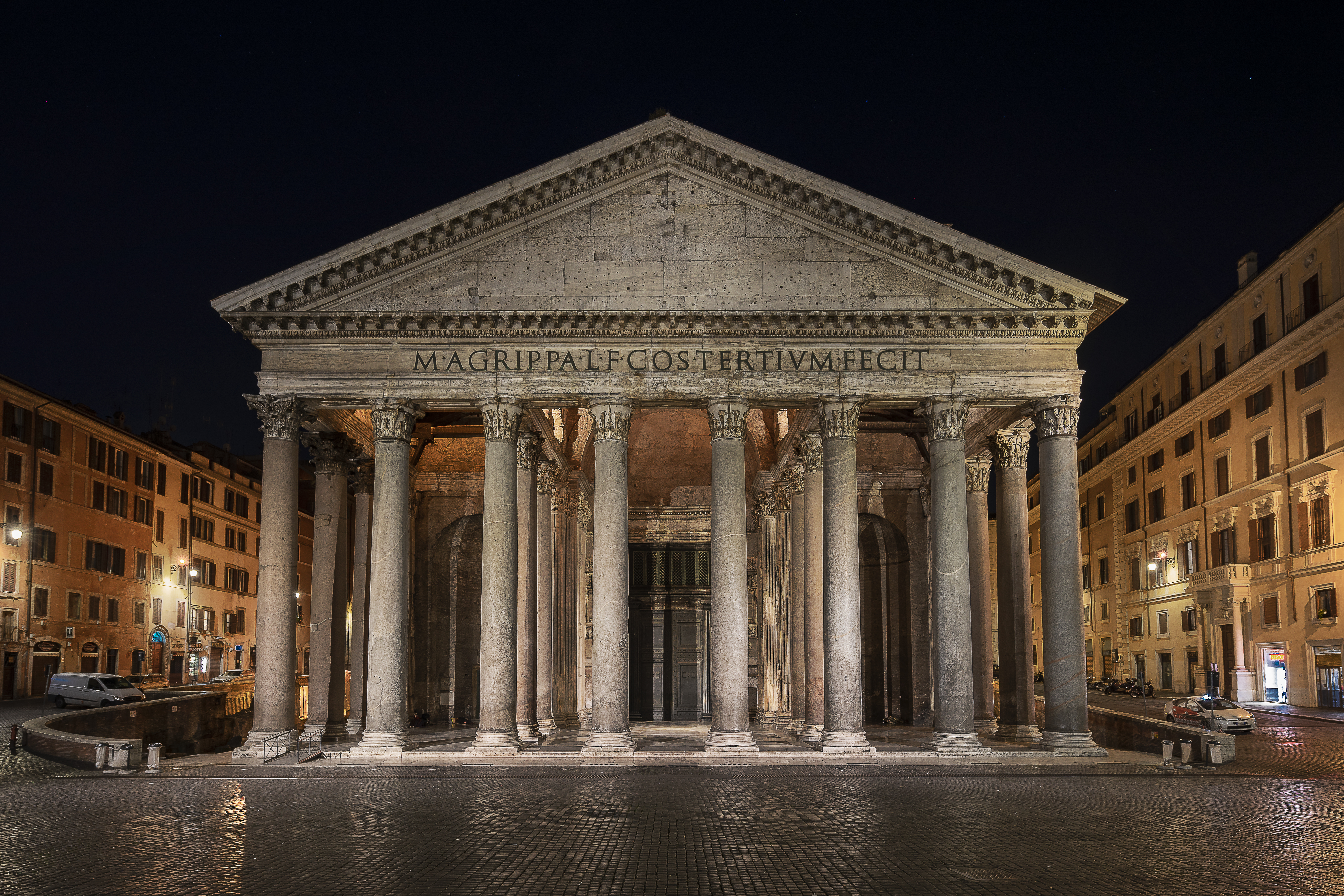
Вночі
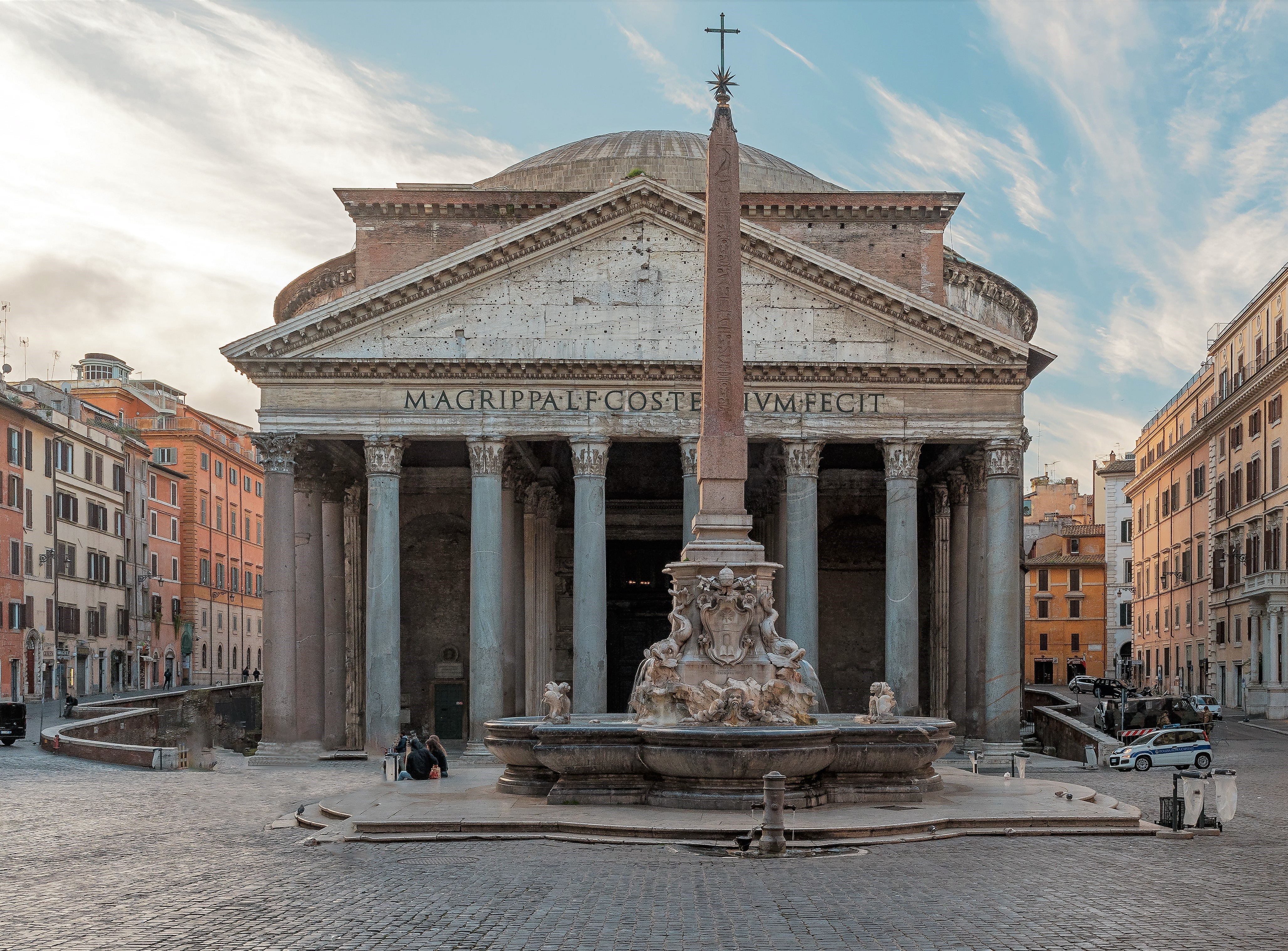
Обеліск
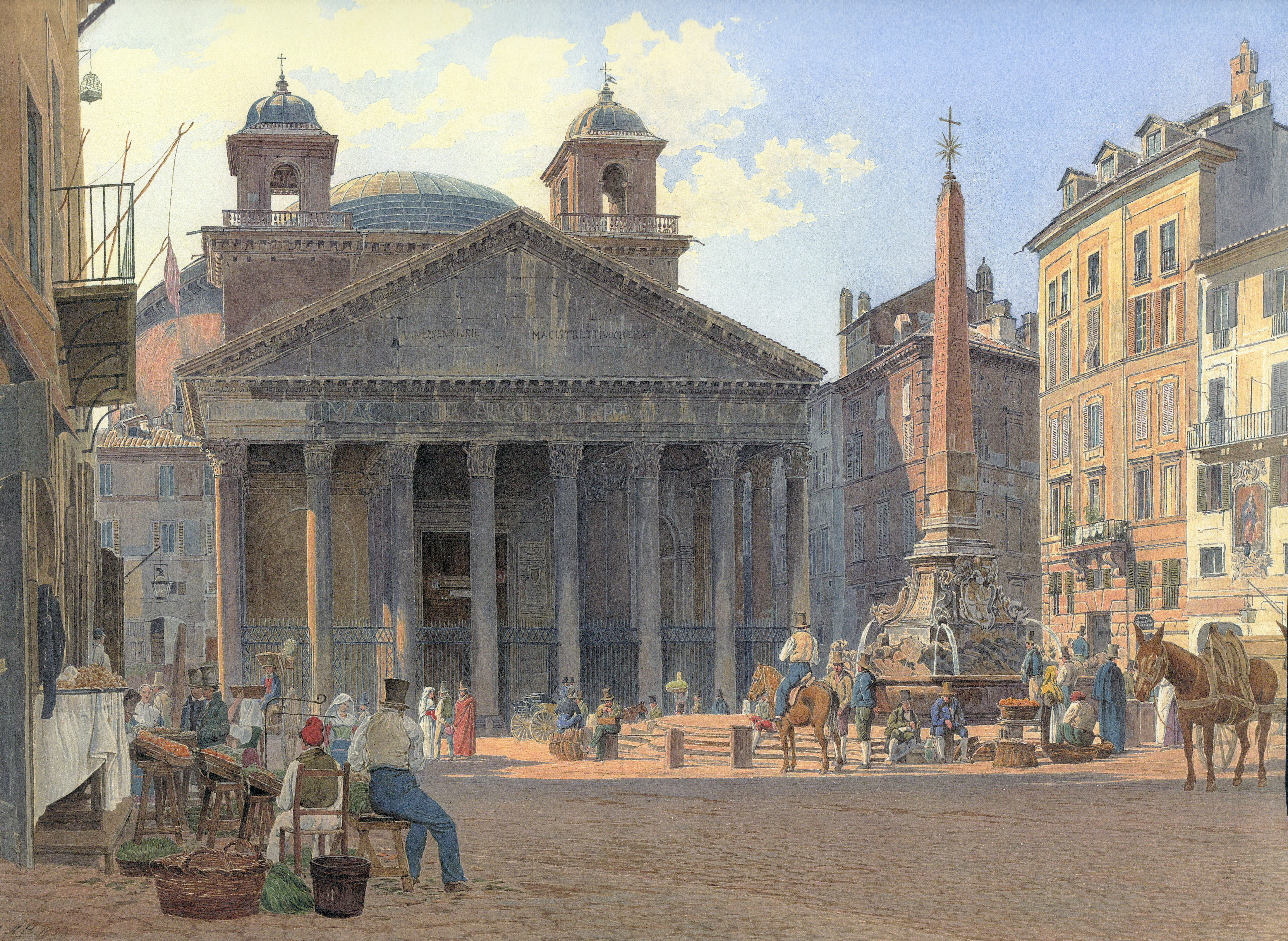
У 1836
Схема
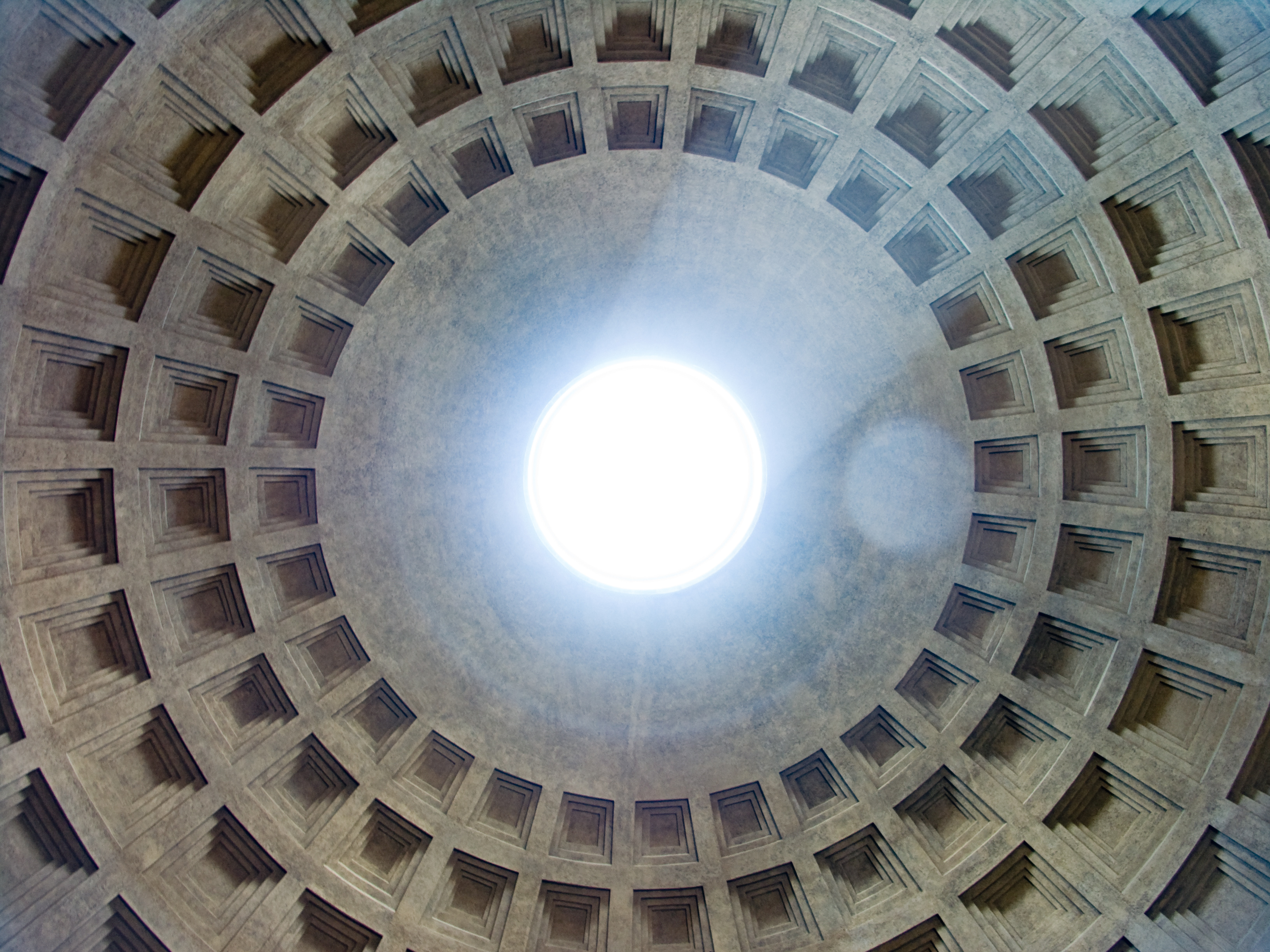
Купол
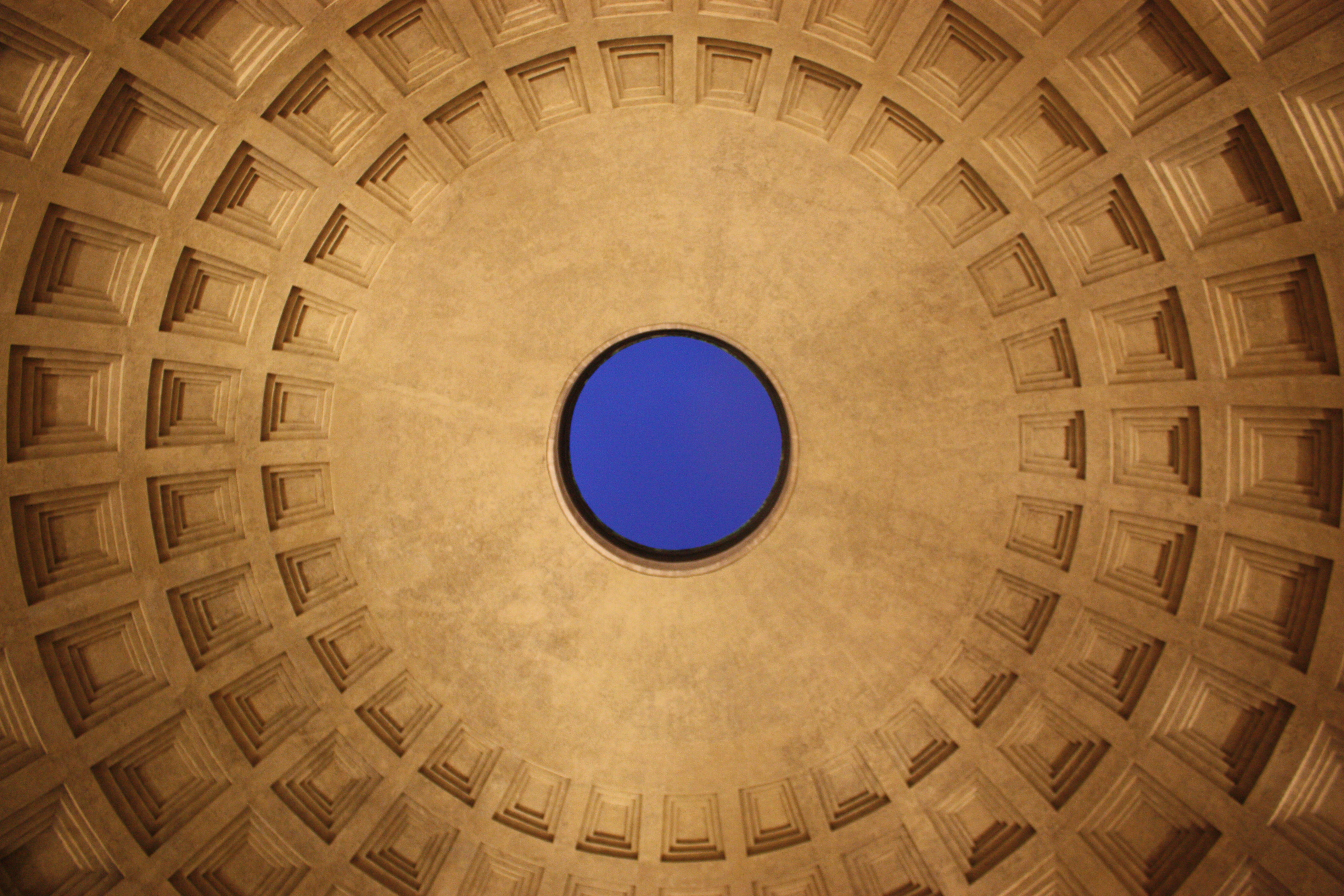
Купол вночі
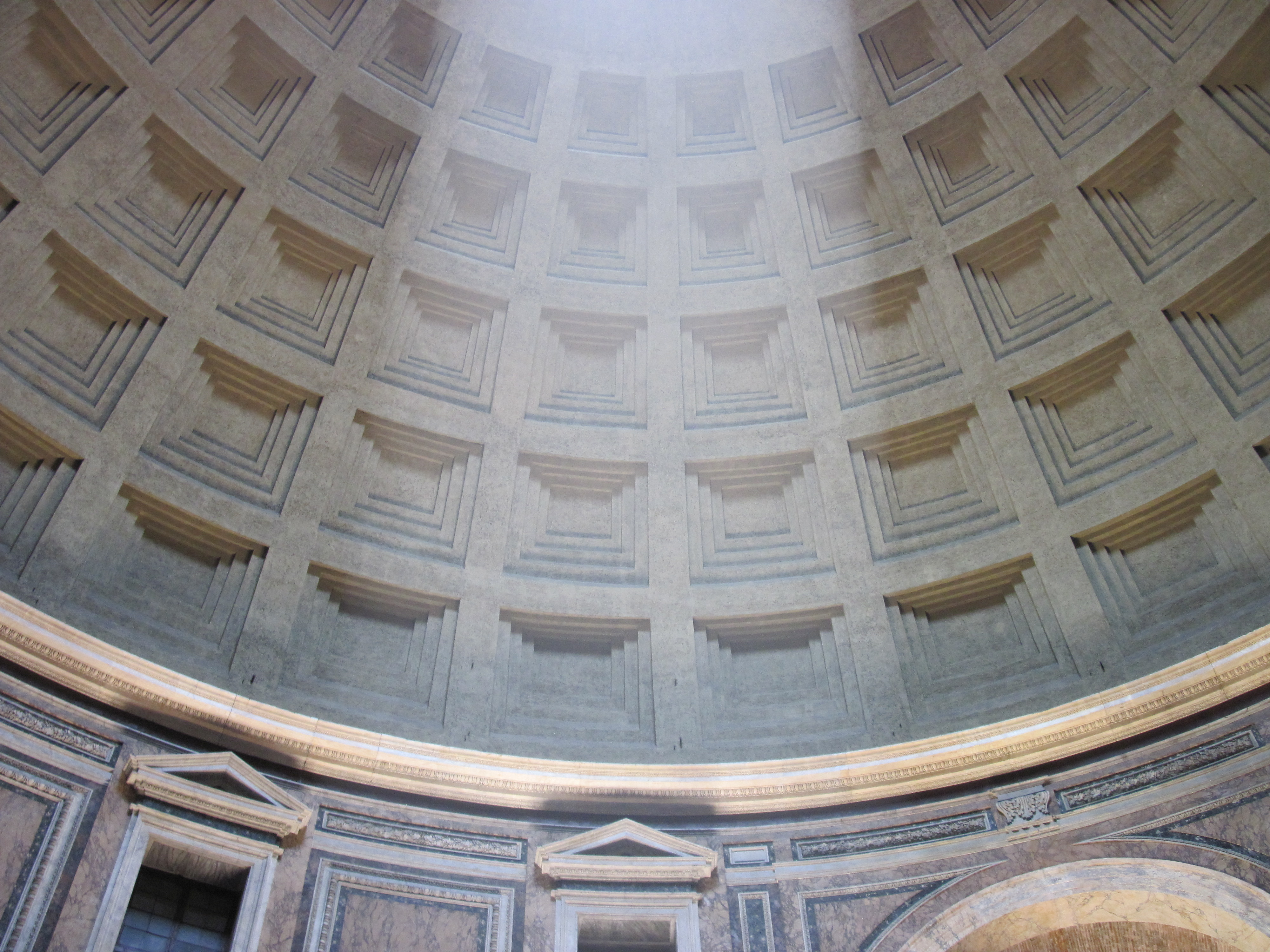
Світловий потік у куполі храму
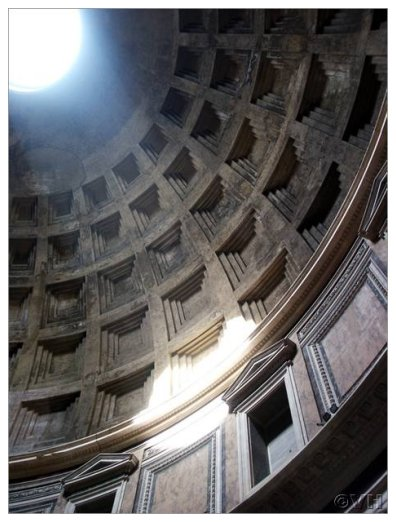
Око Пантеону